# マルクス・ユニウス・ブルトゥス (紀元前178年の執政官)
マルクス・ユニウス・ブルトゥス（Marcus Iunius Brutus、生没年不明）は、紀元前2世紀初頭の共和政ローマの政治家・軍人。紀元前178年に執政官（コンスル）を務めた。

## 出自
ブルトゥスはプレブス（平民）であるユニウス氏族の出身である。プレブス系ユニウス氏族が歴史に登場するのは古く、紀元前325年にはデキムス・ユニウス・ブルトゥス・スカエウァが執政官となっている。紀元前1世紀の時点で、ユニウス氏族は共和政ローマ最初の執政官ルキウス・ユニウス・ブルトゥスの子孫であると称していた。カピトリヌスのファスティによれば、ブルトゥスの父のプラエノーメン（第一名、個人名）はマルクス、祖父はルキウスである。

## 経歴
ブルトゥスが記録に登場するのは紀元前195年のことで、この年に護民官に就任している。同僚のプブリウス・ユニウス・ブルトゥス（おそらく弟）とともに、女性の贅沢を制限したオッピウス法（紀元前215年制定）の廃止に反対した。執政官の一人である大カトもブルトゥスを支持したが、しかし、富裕な女性達からの圧力は強く、護民官の二人が廃止賛成に回ったことにより、この法律は廃止された 。
その後ブルトゥスはプレブス・アエディリス（平民按察官）を務め（おそらく紀元前193年）、同僚のルキウス・オッピウス・サリナトルと共に、フォルム・ロマヌム北側に「タベルナ・プレベイアエ」を建設したが、まもなく市民のための最初の裁判所であるバジリカ・ポルキアが建設されることになり、大カトによって取り壊された。紀元前191年、ブルトゥスはプラエトル（法務官）に就任するが、同僚は再びサリナトルであった。ローマ・シリア戦争の最中ではあったが、くじ引きの結果、彼の役目は軍船と造船所の整備、乗務員の確保とされた。同年、ブルトゥスははパラティヌスの丘の上にキュベレー神殿を奉献した。
紀元前191年、シリアとの戦争は最終段階であったが、元老院は戦後の小アジアでの国境設定のために、10人からなる使節団を派遣した。ブルトゥスはその一人に選ばれた。
紀元前178年、ブルトゥスはその政治歴の頂点を極めた。執政官に就任したのだ。同僚のパトリキ執政官はアウルス・マンリウス・ウルソであった。ブルトゥスはリグリアに出征したが、ウルソがイストリアで敗北したという知らせが届き、ブルトゥスも支援に赴くこととなった。両執政官はアクイレイアで冬営した。彼らのインペリウム（軍事指揮権）は翌年も延長され、再度イストリアに侵攻してネサクティウムの街を包囲した。このときに執政官ガイウス・クラウディウス・プルケルが到着し、軍全体を指揮して最終的な勝利を得た。
ブルトゥスは紀元前169年のケンソル（監察官）選挙に出馬したが、敗れた。その後、ブルトゥスはマケドニア同盟を強化するために小アジアへ派遣された。紀元前164年にも、カッパドキア王アリアラテス4世とガラティア人の紛争を収めるために、三度目の使節として小アジアへ派遣されている。

## 子孫
紀元前140年の法務官マルクス・ユニウス・ブルトゥスと、紀元前138年の執政官デキムス・ユニウス・ブルトゥス・カッライクスは息子である。

## 参考資料

### 古代の資料
- ウァレリウス・マクシムス『有名言行録』
- カピトリヌスのファスティ
- ティトゥス・リウィウス『ローマ建国史』
- ポリュビオス『歴史』

### 研究書
- Broughton T. Magistrates of the Roman Republic. - New York, 1951. - Vol. I. - P. 600.
- Münzer F. Iunius 1 // RE. - 1918. - Bd. X, 1. - Kol. 960-962.
- Münzer F. Iunius 48 // RE. - 1918. - Bd. X, 1. - Kol. 970
- Wiseman T. Legendary Genealogies in Late-Republican Rome // G&R. - 1974. - T. 21 , No. 2 . - S. 153-164